# Cenadi
Cenadi község (comune) Olaszország Calabria régiójában, Catanzaro megyében.

## Fekvése
A megye nyugati részén fekszik. Határai: Cortale, Olivadi, Polia, San Vito sullo Ionio és Vallefiorita.

## Története
A település első említése a 16. származik. A San Vito sullo Ionio báróság része volt. Épületeinek nagy része az 1783-as calabriai földrengésben elpusztult. A 19. század elején vált önálló községgé, amikor a Nápolyi Királyságban felszámolták a feudalizmust.

## Népessége
A népesség számának alakulása:

## Főbb látnivalói
- Palazzo Fera
- Palazzo Casalinuovo
- Palazzo Gallo
- Palazzo Geracioti
- San Michele-templom
- San Giovanni Battista-templom